# Celal
Celal, ursprünglich Celâl, ist ein türkischer männlicher Vorname arabischer Herkunft (Dschalal, Ǧalāl), der auch als Familienname vorkommt. Der Name bedeutet „Erhabenheit“.

## Namensträger

### Vorname
- Celal Altun (* 1959), türkischer Verbandsfunktionär in Berlin
- Celal Atik (1918–1979), türkischer Ringer
- Celâl Bayar (1883–1986), türkischer Politiker und Staatspräsident
- Celal Doğan (* 1943), türkischer Politiker und Fußballfunktionär
- Celal Eyiceoğlu (1914–1983), türkischer Admiral
- Celâl Kandemiroğlu (1953–2022), türkisch-deutscher Grafiker und Illustrator
- Celal Kıbrızlı (* 1950), türkischer Fußballtrainer
- Celal Özcan (* 1954), deutsch-türkischer Journalist und Buchautor
- Celâl Şengör (* 1955), türkischer Geologe

### Familienname
- Melek Celâl (1896–1976), türkische Künstlerin
- Šaswar Celal (1946–1978), kurdischer Politiker im Irak

### Künstlername
- Peride Celal (1916–2013), türkische Schriftstellerin
- Sakallı Celâl (1886–1962), türkischer Intellektueller und Straßenphilosoph